# McDonald (Pennsylvania)
McDonald  è una borough degli Stati Uniti d'America, nella contea di Allegheny nello Stato della Pennsylvania. Secondo il censimento del 2000 la popolazione è di 2.281 abitanti.

## Società

### Evoluzione demografica
La composizione etnica vede una prevalenza della razza bianca (92,15%), seguita quella afroamericana (6,31%), dati del 2000.
| borough di McDonald Popolazione |       |
| 2000                            | 2.281 |
| Stima al 2009                   | 2.120 |